# ローグ
『ローグ』 (Rogue) は、ダンジョン探索型のコンピュータRPGである。その初版が公表されたのは1980年とコンピュータRPGの黎明期で、最初期のコンピュータRPGの内の1つである。

## 概要
UNIXのキャラクター端末用に開発されたCursesライブラリを利用しマイケル・トイとグレン・ウィックマンの二人により最初のバージョンが開発される。マイケル・トイがカリフォルニア大学バークレー校に編入の後、ケン・アーノルドと開発を進め、BSD UNIX上で拡張され、1983年にBSD UNIX 4.2に入れられて配付されることで広まった。
それまでの、状況を全て文章で表示するテキストアドベンチャーとは異なり、Cursesライブラリを採用することでダンジョンなどの視覚的表現を実現した（テキストユーザインタフェース）。
ゲーム自体は比較的簡素であるが、プレイを繰り返しても飽きがこないよう工夫されており、また様々な戦術を考える余地があるなど奥の深いものになっている。こういったことから数多くの熱狂的ファンが生まれることになった。
後に、ローグを基に新たなアイデアやルールを盛り込んだゲームも多数作られ、現在もその流れは続いている。これらのゲームはローグライクゲーム(ローグ的ゲーム)と総称される。しかし今もなお、各種のローグライクゲームと並んでローグをプレイする愛好者も少なくない。
VAX・PDP-11用のBSD UNIXに（ソースコード非公開で）収録されて広まり、後にクローン（リリース時にポストされたメッセージには「パブリックドメイン」とあったが、ソースコード中で主張されているライセンスの文面はそのように解することができず、現在Debianではnon-freeとカテゴライズしている）やPC用の製品も開発された。
日本では1985年からサービスを開始したアスキーネットでプレイできた時期があり、日本における普及の一助となった。1986年にはアスキーからPC-8800シリーズやPC-9800シリーズ用のパッケージ版が発売された。

## ストーリーと目的
ゲームの背景となるストーリーは、オリジナル版に付属のドキュメントファイルに次のような概略が書かれている(版によってはこれと異なるストーリーとなっているものもある)。
あなたは戦士ギルドからの数年にわたる戦闘訓練を受け終わった。
これからギルドの一員となるに当たり、ギルドは試験としてあなたにひとつの課題を与えた。その内容は、運命の洞窟(the Dungeons of Doom)に赴き、その奥深くにあるという「イェンダーの魔除け」(the Amulet of Yendor)を取って来るというものだ。成功の暁には、あなたはギルドの正式メンバーとされる上、洞窟から持ち帰った財宝はすべて自分の財産にできる。
この試練を達成するため、あなたは家族や友人に別れを告げ、与えられた武器や防具を携えて洞窟の迷宮へと入っていった。
ここに示されるように、ゲームの最終目的は「イェンダーの魔除け」を持ち帰ることであるが、実際にはその達成は極めて困難である。そのため、現実的には「死ぬまでにどれだけスコアをのばせるか」「どれだけ深く到達できるか」を競う側面が強い。
舞台となる「運命の洞窟」は階層構造をなしており、地下○階という形で現在位置が示される。イェンダーの魔除けは地下26階以降にあるとされ、プレイヤーは途中でアイテムや金貨を集めつつ、またモンスターと戦ってレベルを上げつつ、イェンダーの魔除けを目指して降りていくことになる。
なお、スコアは基本的には迷宮中で拾った金貨(Gold)の量で決まり、その他の所持品やプレイヤーのレベル・到達深度などは影響しない。ただし、ゲームをクリアした(イェンダーの魔除けを持ち帰った)時には、所持品の全てが金額に換算され、スコアに加えられる。
厳密には、同じ所持金であっても、戦闘で死んだ場合とゲームを中断(Quit)した場合とでは最終スコアが異なる。すなわち死亡時は所持金の90%がスコアとなるが、中断時は100%がスコアとなる(これは、死亡時には死体が家族の元まで運ばれ、その手間賃として10%が引かれるためと説明されている)。

## 特徴
一般的なコンピュータRPGと比較した場合、次のような点が特徴として挙げられる。これらの多くは各種のローグライクゲームにも引き継がれている。
- ゲーム画面では、マップやアイテム・主人公・モンスターなどはいずれも1つのASCII文字で表される。例えば主人公は「@」、呪文の書かれた巻物 (scroll) は「?」、ホブゴブリン (hobgoblin) は「H」である（ただし例外として、PC用に移植・販売されたバージョンには、よりグラフィカルな表現をしているものもある）迷宮の構成およびゲーム画面の節を参照。
- コマンド入力は、キーボードでそれぞれに対応する文字を入力することで行う。例えば巻物を読む (read a scroll) には「r」、武器を構える・持ち換える (wield a weapon) には「w」、鎧を着る (wear an armor) には「W」を入力する（この例で明らかなように、大文字と小文字は区別される）コマンドの節を参照。
- マップは毎回自動的に作成される。なお、立ち去った階のマップは保持されない（再度訪れた時には新たに別のマップが作成される）。
- 飲み薬 (potion) や魔法の巻物 (scroll) 、魔法の杖 (wand / staff) 、指輪(ring)といったアイテムは、その正体が判明するまでは不確定名（「red potion」など）で示される。プレイヤーはこれを使ってみたり、そのための魔法を使ったりすることで正体（「potion of healing」など）を知る。しかし、不確定名とその正体との対応はゲームを始める度にランダムで決められるため、この対応を憶えたり記録したりするのは無意味である（次のプレイでは「red potion」は「potion of sickness」かも知れない）。
- ゲームにセーブ機能はあるが、あくまで一時的中断のためのものである。セーブ後はプログラムは終了するし、再開させるとセーブファイルは消える。さらには、「セーブファイルのコピーを取り、そのコピーを使ってゲームを再開させる」こともできない（従って「ピンチに備えてセーブしておく」ということはできない）。

上記の、マップ等がASCII文字で表される点や文字入力でコマンドを与える点のため、不自由なくゲームがプレイできるようになるまでには若干憶えるべきことが多い。これが、特にローグライクゲームに経験のない者にとっては、ハードルの高さを感じさせる原因となっていることも事実である。
マップやアイテムが毎回変わる仕様は、内容を総て知る作者自身が楽しく遊ぶためと語っている。なお当時は大学に備え付けの大型コンピュータ内に作られたものであり、内輪で遊ぶことが目的であった。

## 迷宮の構成およびゲーム画面
ローグにおいてはマップやモンスターは全てASCII文字で表現される。また、画面の最上行は状況を説明する文章やプロンプトの表示に、最下部はステータスの表示に専ら使われる。
マップの表示について、以下に一例を示す。
```
                               ------------
                               |.....!....|
                               |..@.......|
             ##################+.........:|
             #                 |...%.H....|
             #                 ------+-----
             #
          ---+---
          |.....|
          |.?...|
          |.....+######        ---------+----
          -------     #        |............|
                      #        |............+
                      #########+..........^.|
                               |............|
                               --------------

```

画面には、主人公が今いる階の俯瞰が表示される。上の例では、現在の階には今のところ3つの部屋があることが判明している。
「|」と「-」は壁、「+」は扉（開閉の区別なし）、「#」は通路、「.」は何も無い床、「^」は（発見済みの）罠である。また、「%」は上下の階に通じる階段で、各階に1つある（上り階段・下り階段の表示上の区別はない）。
上の画面例では、一番上にある部屋に階段があり、その下にある部屋には罠が1つ見付かっている。通路が2本見えているが、これらに繋がるもの以外にもいくつか扉が見えており、これらの扉の先にも通路が伸びているものと推測される（更に言えば、何もなさそうな壁にも隠し扉がある可能性がある）。
ローグに登場するモンスターは26種類であり、それぞれに特徴がある。これらはマップ上では、「A」から「Z」までの大文字ラテン文字で表される（原則としてモンスターの名前の頭文字になっている)。また、主人公自身は「@」で表される。
上記の画面例では、一番上の部屋のやや左上に主人公がいて、同じ部屋にモンスター「H」(Hobgoblin)がいる。自分のいる部屋の外については、モンスターがいるかどうかは不明である。
また、ゲーム中には様々なアイテムが登場する。これらもその種類によってそれぞれの文字で表現される。「*」は金塊(gold pieces)、「:」は食料(food)、「)」は武器(weapon)、「]」は鎧(armor/mail)、「!」は飲み薬(potion)、「?」は呪文の書かれた巻物(scroll)、「/」は魔法の杖(wand/staff)、「=」は指輪(ring)、「,」は魔除け(amulet)である。
上の画面例では、主人公のいる部屋には飲み薬と食料とが落ちている。また、左下の小さめの部屋には巻物が落ちている。
画面例の3つの部屋はいずれも「明るい」部屋であるが、階を降りるに従い「暗い」部屋が次第に増えてくる。暗い部屋では、主人公の周囲8マスにいるもの以外にモンスターが見えず、また落ちているアイテムも隣接するまで発見できない。なお、通路は常に暗い状態である。
| 迷宮       | 迷宮       | アイテム | アイテム              |
| ---------- | ---------- | -------- | --------------------- |
| \| -       | 壁         | *        | 金塊 (gold pieces)    |
| +          | 扉         | :        | 食料 (food)           |
| #          | 通路       | )        | 武器 (weapon)         |
| .          | 床         | [        | 鎧 (armor/mail)       |
| ^          | 罠         | !        | 飲み薬 (potion)       |
| %          | 階段       | ?        | 巻物 (scroll)         |
| キャラクタ | キャラクタ | /        | 魔法の杖 (wand/staff) |
| A B … Z    | モンスター | =        | 指輪 (ring)           |
| @          | 主人公     | ,        | 魔除け (amulet)       |

## コマンド
ゲームを進めるためのコマンドは、それに対応するキーをキーボードから入力することで行う。大文字・小文字は区別される。
コマンドによっては、続けて対象や方向などを入力する必要がある。例えば、鎧を脱ぐ (take off) には「T」を入力するだけでよいが、鎧を着る (wear)に は「W」に続いてどの鎧を着るかを入力する必要がある。
コマンドによっては、前に数値を入力するとその数だけ「繰り返し」を指定することができる。例えば「s」は周囲を探索する（罠や隠し扉を探す）コマンドだが、仮にそれらがあっても1回の探索で発見できることは少ない。これを「10s」と入力すると、10回まで探索を繰り返すという意味になる（実際に発見できた時や、新たな敵が登場した時には自動的に中断される）。
以下、ローグで用いられる主要なコマンドについて簡単に説明する。これら以外にも補助的なコマンドがある場合があるが、バージョンによる差異が大きく、またいずれも必須なものではないのでここでは触れない。詳細については各バージョンのマニュアルやコマンドヘルプを参照のこと。

### 移動・戦闘
h j k l y u b n
hは左、jは下、kは上、lは右に1歩移動する（これらのコマンドは、viにおけるカーソル移動コマンドと共通である）。
同様に、yは左上、uは右上、bは左下、nは右下に1歩移動する。
指定された方向にモンスターが隣接している場合は、その怪物に攻撃を行なう。
H J K L Y U B N
各方向に向かって、壁・モンスター・アイテムなどにぶつかるまで移動する。
ctrl - h j k l y u b n
各方向に向かって、壁・モンスター・アイテムなどに隣接するまで移動する。
※バージョン3.6・5.2や一部のPC版では「f ＜方向＞」にバインドされている。
m ＜方向＞
指定された方向に移動するが、移動先に落ちている物があっても拾わず上に乗る。なお、＜方向＞の指定は上記移動コマンドと同じである。
※PC版では「g」にバインドされているものがある。

. （ピリオド）
その場で1ターン休憩する。
※バージョン3.6では「 」（スペース）にバインドされている。
< >
階段の昇降。< は階上に、> は階下に移動する。
s
周囲の隠し扉・罠を探す（必ず発見できるとは限らない）。 (search)
^ （サーカムフレックス）発見済みの罠について、その種類を調べる。
※バージョン3.6・5.2には無い。

### アイテム管理・利用
i
所持品の一覧を表示する。  (inventory)
D
それまでに判別したアイテム一覧を表示する。
c
所持品中の未判別のアイテムに名前を付ける。  (call)
d
所持品のひとつを足元に落とす。  (drop)
e
食料を食べる。  (eat)
w
武器を手に構える。  (wield)
t
所持品を1つ投げる。また、例えばこの時の対象がarrow（矢）で、かつ手にしている武器がbow（弓）であれば、矢を「射る」コマンドとなる。  (throw)
W T
鎧の着脱。Wで着て、Tで脱ぐ。  (wear / take off)
r
魔法の巻物を読む。  (read)
q
飲み薬を飲む。  (quaff)
z
魔法の杖を振る。  (zap)
P R
指輪の着脱。Pで着け、Rで外す。指輪は同時に2つまで（左右の手に1つずつ）着けることができる。   (put on / remove)

### システム
a
直前のコマンドを繰り返す。
※バージョン3.6・5.2には無い。
ctrl - p
直前のメッセージを再表示する。
※バージョン3.6・5.2や一部のPC版などでは「ctrl - r」にバインドされている。
S
セーブし、ゲームから抜ける。  (save)
Q
ゲームを中断（放棄）する。  (quit)
o
ゲームオプションを表示・設定する。  (option)
?
コマンドのヘルプを表示する。
/
マップ表示に使われる文字についてのヘルプを表示する。
v
バージョンを表示する。  (version)
| 移動・戦闘 | 移動・戦闘                                                                     | 移動・戦闘                  | 移動・戦闘                            |   |
| --- | ------------------------------------------------------------------------------ | --------------------------- | ------------------------------------- | - |
| \| y \| \| k \| \| u \| \| \| {\displaystyle \nwarrow } \| {\displaystyle \uparrow } \| {\displaystyle \nearrow } \| \| \| h \| {\displaystyle \leftarrow } \| . \| {\displaystyle \rightarrow } \| l \| \| \| {\displaystyle \swarrow } \| {\displaystyle \downarrow } \| {\displaystyle \searrow } \| \| \| b \| \| j \| \| n \| | 移動・攻撃する。 大文字で「ぶつかるまで移動」 ctrlで「何かに隣接するまで移動」 | .                           | 休憩する。                            |   |
| \| y \| \| k \| \| u \| \| \| {\displaystyle \nwarrow } \| {\displaystyle \uparrow } \| {\displaystyle \nearrow } \| \| \| h \| {\displaystyle \leftarrow } \| . \| {\displaystyle \rightarrow } \| l \| \| \| {\displaystyle \swarrow } \| {\displaystyle \downarrow } \| {\displaystyle \searrow } \| \| \| b \| \| j \| \| n \| | 移動・攻撃する。 大文字で「ぶつかるまで移動」 ctrlで「何かに隣接するまで移動」 | <                           | 階段を昇る。                          |   |
| \| y \| \| k \| \| u \| \| \| {\displaystyle \nwarrow } \| {\displaystyle \uparrow } \| {\displaystyle \nearrow } \| \| \| h \| {\displaystyle \leftarrow } \| . \| {\displaystyle \rightarrow } \| l \| \| \| {\displaystyle \swarrow } \| {\displaystyle \downarrow } \| {\displaystyle \searrow } \| \| \| b \| \| j \| \| n \| | 移動・攻撃する。 大文字で「ぶつかるまで移動」 ctrlで「何かに隣接するまで移動」 | >                           | 階段を降りる。                        |   |
| \| y \| \| k \| \| u \| \| \| {\displaystyle \nwarrow } \| {\displaystyle \uparrow } \| {\displaystyle \nearrow } \| \| \| h \| {\displaystyle \leftarrow } \| . \| {\displaystyle \rightarrow } \| l \| \| \| {\displaystyle \swarrow } \| {\displaystyle \downarrow } \| {\displaystyle \searrow } \| \| \| b \| \| j \| \| n \| | 移動・攻撃する。 大文字で「ぶつかるまで移動」 ctrlで「何かに隣接するまで移動」 | s                           | 周囲の隠し扉・罠を探す。 (search)     |   |
| \| y \| \| k \| \| u \| \| \| {\displaystyle \nwarrow } \| {\displaystyle \uparrow } \| {\displaystyle \nearrow } \| \| \| h \| {\displaystyle \leftarrow } \| . \| {\displaystyle \rightarrow } \| l \| \| \| {\displaystyle \swarrow } \| {\displaystyle \downarrow } \| {\displaystyle \searrow } \| \| \| b \| \| j \| \| n \| | 移動・攻撃する。 大文字で「ぶつかるまで移動」 ctrlで「何かに隣接するまで移動」 | ^                           | 罠の種類を調べる。                    |   |
| m | 物を拾わずに次の移動をする（上に乗る）。                                       |                             |                                       |   |
| アイテム管理・利用 |                                                                                |                             |                                       |   |
| i | 所持品の一覧を表示する。 (inventory)                                           | W                           | 鎧を着る。 (wear)                     |   |
| D | 判別済みのアイテム一覧を表示する。                                             | T                           | 鎧を脱ぐ。 (take off)                 |   |
| c | 未判別のアイテムに名前を付ける。 (call)                                        | r                           | 魔法の巻物を読む。 (read)             |   |
| d | 所持品を落とす。 (drop)                                                        | q                           | 飲み薬を飲む。 (quaff)                |   |
| e | 食料を食べる。 (eat)                                                           | z                           | 魔法の杖を振る。 (zap)                |   |
| w | 武器を手に構える。 (wield)                                                     | P                           | 指輪を着ける。 (put on)               |   |
| t | 所持品を投げる・射る。 (throw)                                                 | R                           | 指輪を外す。 (remove)                 |   |
| システム |                                                                                |                             |                                       |   |
| a | 直前のコマンドを繰り返す。                                                     | o                           | オプションを表示・設定する。 (option) |   |
| ctrl-p | 直前のメッセージを再表示する。                                                 | ?                           | コマンドのヘルプを表示する。          |   |
| S | セーブする。 (save)                                                            | /                           | マップ記号のヘルプを表示する。        |   |
| Q | 中断（放棄）する。 (quit)                                                      | v                           | バージョンを表示する。 (version)      |   |
| y |                                                                                | k                           |                                       | u |
| | {\displaystyle \nwarrow }                                                      | {\displaystyle \uparrow }   | {\displaystyle \nearrow }             |   |
| h | {\displaystyle \leftarrow }                                                    | .                           | {\displaystyle \rightarrow }          | l |
| | {\displaystyle \swarrow }                                                      | {\displaystyle \downarrow } | {\displaystyle \searrow }             |   |
| b |                                                                                | j                           |                                       | n |